# Painted ladies

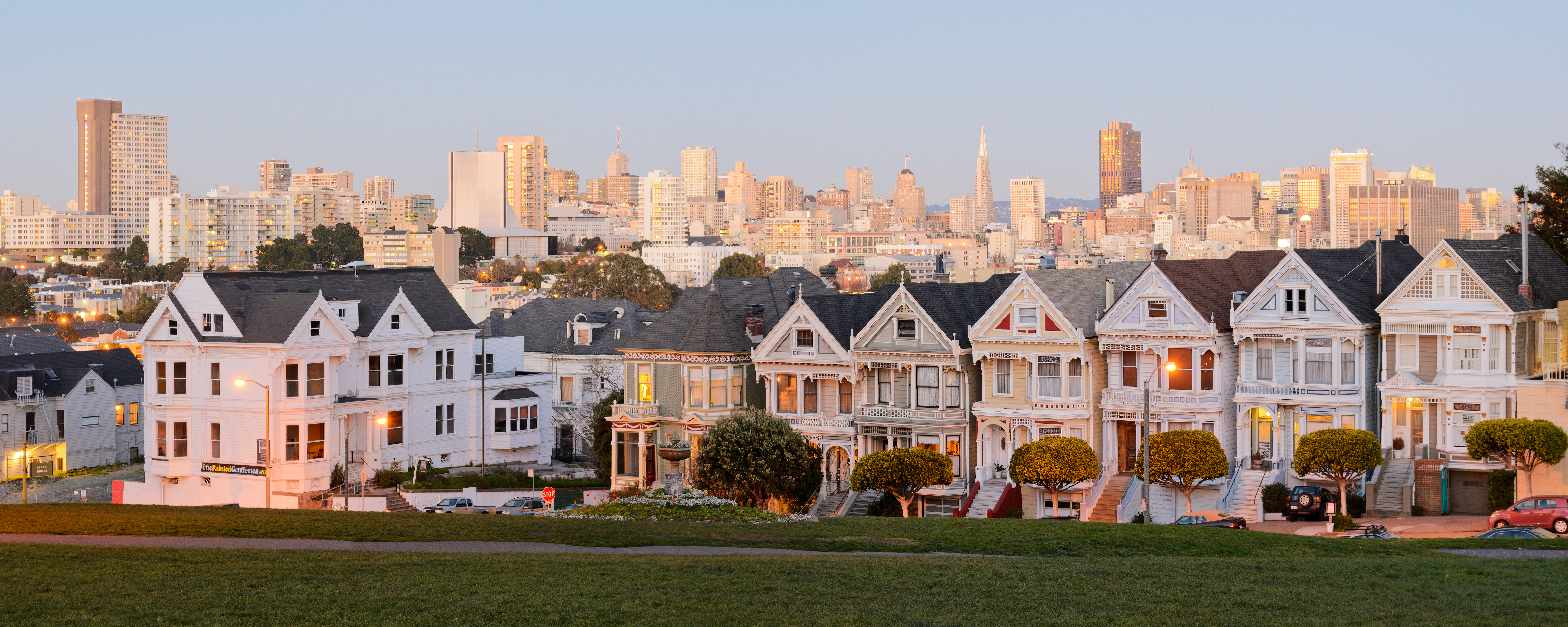
"Painted Ladies" vicino ad Alamo Square, San Francisco, California

Nell'architettura statunitense, l'espressione painted ladies si riferisce a case e palazzi vittoriani ed edoardiani ridipinti, a partire dagli anni '60, con tre o più colori che ne abbelliscono o esaltano i dettagli architettonici. Sebbene la decorazione policroma fosse comune nell'era vittoriana, i colori utilizzati in queste case non si basano su precedenti storici.
Esistono anche a livello internazionale, ad esempio nella capitale della Nuova Zelanda, Wellington.